# Нестеровка (Приморский край)
Нестеровка — село в Пограничном районе Приморского края России.
Входит в состав муниципального образования Жариковское сельское поселение. Расположено на реке Нестеровка, в 16 км к югу от административного центра сельского поселения села Жариково, в 48 км к востоку от районного центра посёлка Пограничного, в 200 км к северу от Владивостока.

## История
Село основано в 1879 году казаками пешего уссурийского казачьего батальона, переселившимися с семьями с реки Уссури.
Рядом с Нестеровкой располагались три поселения, в которых проживали корейцы. Одно из поселений называлось Симандон, оно находилось около речки Тахеяж по другую сторону моста. Корейцы были трудолюбивыми, они выращивали высокие урожаи и занимались животноводством. Казаки приняли решение ходатайствовать о постройке школы в посёлке, в 1894 году на строительство было получено разрешение. Школа строилась на средства правления Уссурийского казачьего войска, в её строительстве принимали участие казаки посёлка. Открытие школы, ставшей одной из первых в Уссурийском казачьем войске, состоялось в 1897 году.
В 1925 году в селе было организовано Товарищество по совместной обработке земли, получившее название «Красный пахарь». В 1929 году был организован колхоз. В 1931 году организованы машинно-тракторная станция и первая тракторная бригада.
В советское время Нестеровка представляла собой крепкое колхозное и совхозное хозяйство с развитой индустрией производства сельхозпродукции. В совхозе, в состав которого входил и Симандон, было 3 молочно-товарные фермы, большая свиноферма, овцеферма и 7 пасек.

## Население
| 1926 | 2002 | 2010 |
| ---- | ---- | ---- |
| 909  | ↘862 | ↘571 |

## Улицы
- Кубанская ул.
- Ленина ул.
- Луговая ул.
- Мурзина ул.
- Новая ул.
- Орлова ул.
- Партизанская ул.
- Почтовый пер.
- Рязанская ул.
- Садовая ул.
- Советская ул.
- Сорокина ул.
- Федореева ул.